# 博勒加德 (阿拉巴馬州)
博勒加德（英語：Beauregard）是一個位於美國阿拉巴馬州李縣的非建制地區。該地的面積和人口皆未知。

## 地理
博勒加德的座標為32°32′35″N 85°22′15″W / 32.54306°N 85.37083°W，而該地的平均海拔高度為190米（即630英尺）。